# Ramos Mejía

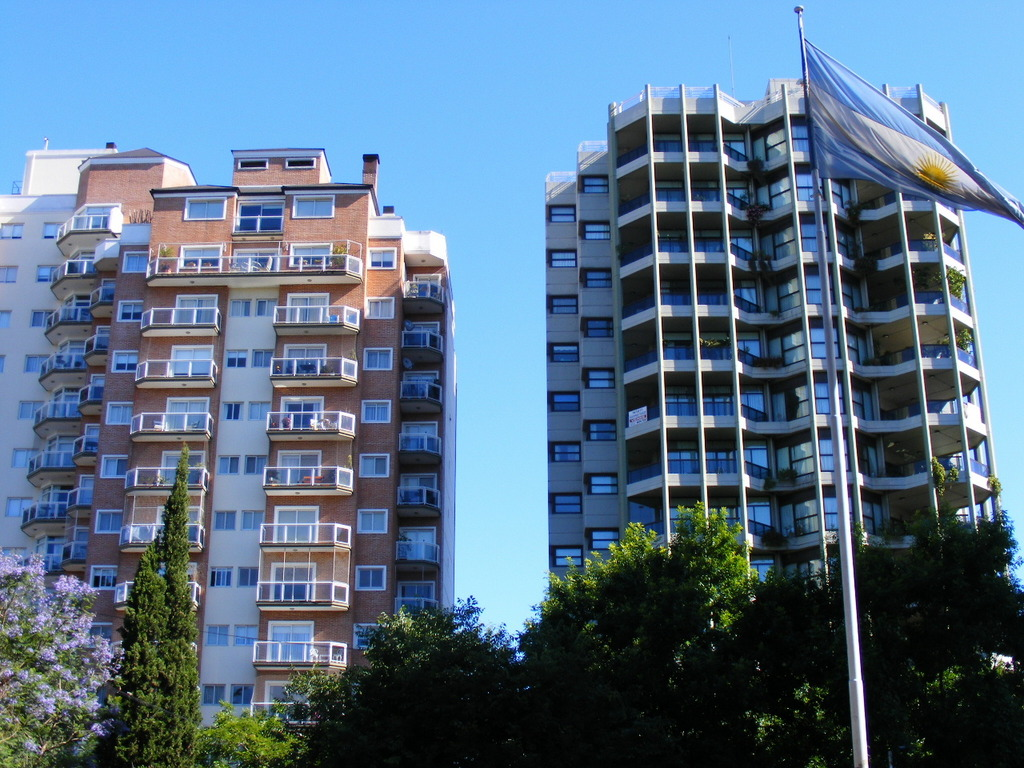
Ramos Mejía.

Ramos Mejía este un oraș din La Matanza, Provincia Buenos Aires, Argentina. În 2001 avea o populație totală de 97.076 locuitori. 